# 1999-nen no natsu yasumi
Pour plus de détails, voir Fiche technique et Distribution.
1999-nen no natsu yasumi (1999年の夏休み) est un film d'amour réalisé par Shūsuke Kaneko et scénarisé par Rio Kishida, sorti en 1988. Adaptation libre du manga Le Cœur de Thomas de Moto Hagio, il raconte une histoire d'amour entre garçons, élèves d'un pensionnat.
Rio Kishida adapte par la suite le film en roman, publié en 1992 par Kadokawa Shoten.

## Synopsis
L'histoire se déroule dans un pensionnat japonais isolé lors des vacances d'été. Seuls quatre garçons résident dans le pensionnat : Yū, Kazuhiko, Naoto et Norio. Dans la scène d'introduction, Yū, désespéré que son amour pour Kazuhiko ne soit pas mutuel, se jette du haut d'une falaise surplombant un lac. Le corps du garçon n'est pas retrouvé, mais il est présumé mort.
Quelques jours plus tard un nouvel élève, Kaoru, intègre le pensionnat : il ressemble à s'y méprendre à feu Yū, si ce n'est par le caractère, très différent. Kazuhiko devient rapidement fasciné par le nouveau venu, puis en tombe amoureux, mais Kaoru le rejette.
À la fin de l'histoire Kaoru accepte l'amour de Kazuhiko à la condition qu'ils sautent ensemble depuis la même falaise où Yū avait sauté, ce qu'ils font. Kazuhiko est sauvé de la noyade par ses camarades, mais le corps de Kaoru reste introuvable. L'histoire se conclut par l'arrivée d'un nouvel élève quelques jours plus tard, et celui-ci ressemble à s'y méprendre à Yū/Kaoru.

## Fiche technique
- Titre original : 1999年の夏休み (1999-nen no natsu yasumi?)
- Réalisation : Shūsuke Kaneko
- Scénario : Rio Kishida, librement adapté du manga Le Cœur de Thomas de Moto Hagio
- Photographie : Kenji Takama (en)
- Musique : Yuriko Nakamura
- Montage : Isao Tomita
- Producteurs délégués : Yutaka Okada et Eiji Kishi
- Producteurs : Naoya Narita et Mitsuhisa Hida
- Sociétés de production : New Century et Sony Video Software International
- Société de distribution : Shōchiku
- Pays d'origine :  Japon
- Langue originale : japonais
- Format : couleur (Eastmancolor) - 35 mm - son stéréophonique
- Genres : Drame, romance et fantastique
- Durée : 90 minutes[3]
- Dates de sortie :
  - Japon : 26 mars 1988[3],[4]
  - États-Unis : juillet 1989[5]

## Distribution
Le film présente la particularité que trois des quatre personnages sont doublés par des doubleurs tiers.

### Actrices
- Eri Miyajima : Yū / Kaoru
- Tomoko Ōtakara : Kazuhiko
- Miyuki Nakano : Naoto
- Eri Fukatsu : Norio

### Voix
- Minami Takayama : Kaoru
- Nozomu Sasaki : Kazuhiko
- Hiromi Murata : Naoto
- Masaaki Maeda : narrateur

## Réception
Lors du festival du film de Yokohama en 1989, le film est classé 8e parmi les 10 meilleurs films de l'année. Lors de ce festival, le réalisateur Shūsuke Kaneko reçoit le prix du meilleur réalisateur pour ses deux films 1999-nen no natsu yasumi et Last Cabaret, quand le directeur de la photographie Kenji Takama est récompensé par le prix de la meilleure cinématographie. Le film est aussi nommé pour recevoir le prix du meilleur montage lors du Japan Academy Prize de 1988.